# Horrible (film)
Pour les articles homonymes, voir Horreur.
Pour plus de détails, voir Fiche technique et Distribution.
Horrible (Rosso sangue) est un film d'horreur italien réalisé par Joe D'Amato (sous le pseudonyme de Peter Newton), sorti en 1981. C'est une sorte de suite/remake du film Antropophagus.

## Synopsis
Un être mystérieux, au pouvoir de guérison phénoménal, multiplie les crimes atroces et déroute les forces de l'ordre.

## Fiche technique
- Titre français : Horrible ou Psychose infernale ou La Sanction[1]
- Titre original : Rosso sangue
- Réalisation : Joe D'Amato, assisté de Michele Soavi
- Scénario : George Eastman
- Production : Joe D'Amato, Donatella Donati
- Montage : George Morley
- Musique : Carlo Maria Cordio
- Photographie : Joe D'Amato
- Pays d'origine :  Italie
- Langue : Italien
- Genre : Horreur
- Durée : 90 minutes
- Société de distribution : Medusa
- Date de sortie : 
  - Italie : octobre 1981
  - France : 6 juillet 1983
- Classification : 
  - France : Interdit aux moins de 18 ans (lors de la sortie) ; aux moins de 16 ans (actuellement)

## Distribution
- George Eastman : Mikos Stenopolis
- Annie Belle : Emily
- Charles Borromel : Sergent Ben Engleman
- Katya Berger : Katia Bennett
- Kasimir Berger : Willy Bennett
- Hanja Kochansky : Carol Bennett
- Ian Danby : Ian Bennett
- Ted Rusoff : Doctor Kramer
- Edmund Purdom : Father
- Cindy Leadbetter : Peggy
- Lucia Ramirez : Angela
- Mark Shannon : Homme à la télévision
- Michele Soavi : motard